# Lady Audley's Secret

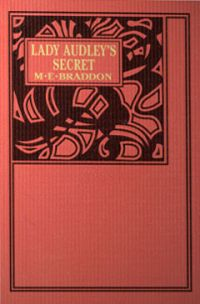
Uitgave van Lady Audley's Secret

Lady Audley's Secret is een Engelse misdaadroman van Mary Elizabeth Braddon. Het boek verscheen in 1862, en werd in de tweede helft van de 19e eeuw erg populair. Nadien is het steeds herdrukt.

## Karakteristiek
Lady Audley's Secret onderscheidt zich door een goed opgezet verhaal, met veel onverwachte wendingen. In dit verhaal staat bigamie centraal. Het verhaal wordt geleidelijk, kundig en weloverwogen tot grote spanning opgebouwd. Aan het eind ontlaadt de spanning zich in een aantal verrassende, opeenvolgende climaxen. In haar vormgeving is Lady Audley's Secret een uitgeproken product van het Engelse Victoriaanse tijdperk.

## Onderwerp
Bigamie was in 1862 een zwaar en sociaal onaanvaardbaar misdrijf. Dit is terug te voeren op het ontbreken van sociale voorzieningen, waardoor de keuze van een huwelijkspartner in sterke mate door financiële overwegingen werd bepaald. Doelstelling daarbij was het in stand houden en uitbreiden van het (familie)vermogen. Dit laatste was noodzakelijk om zich te handhaven in de sociale bovenlaag van de samenleving. Zeker in Engeland was deze bovenlaag in de 19e eeuw materieel zeer bevoorrecht, en onderscheidde zich in bezit, uiterlijk en gedrag scherp van de grote massa minder bedeelden.

## Vormgeving
1. Lady Audley's Secret is opgebouwd in drie delen, met respectievelijk 19, 13 en 10 hoofdstukken;
2. Het taalgebruik is overvloedig. Situaties en uiterlijkheden worden omstandig omschreven;
3. Uit de tekst spreekt een voorliefde voor het platteland boven de stad;
4. Inhoudelijk is Lady Audley's Secret sterk moraliserend. In aansluiting hierop zijn haar karakters duidelijk goed en nobel, dan wel duidelijk slecht;

## Voetnoot in de wereldgeschiedenis
Laat op de 15e juli 1870 (a) mobiliseerde Pruisen zijn legers voor de komende oorlog tegen het Frankrijk van Napoleon III. De planning van deze mobilisatie was tot in alle details grondig voorbereid; de Pruisische opperbevelhebber Helmuth von Moltke liet dit demonstratief blijken door op 16 juli 1870, liggend op zijn divan, Lady Audley's Secret te lezen (b). Zoals bekend werd Frankrijk op 2 september 1870 bij Sedan vernietigend verslagen.

## Publicaties
- The Franco-Prussian War door Michael Howard. University Paperback, Methuen & Co. Ltd. London, 1961. ISBN 0-416-30750-7.
- De Kanonnen van Augustus (The guns of August) door Barbara Tuchman. Elsevier, Amsterdam, 1976. ISBN 90 10 01657 9.
- Lady Audley's Secret is vanaf 1862 talloze keren uitgegeven. waaronder Wordsworth Editons Ltd., Hertfordshire UK, 1997. ISBN 978 1 85326 726 0.